# 三遊亭三福 (初代)
初代 三遊亭 三福（さんゆうてい さんぷく、1866年3月19日（慶応2年2月3日） - 1907年（明治40年）9月4日）は、明治期に活躍した落語家。本名：三橋 亀太郎。

## 経歴
父は幕臣の家目付方三橋道太郎といい、本所区若宮町二丁目に二百五十余坪の土地を拝領し、二俵俵の禄を食んでいた。その長男として生まれ5歳時に幼くして両親と死別。叔父の家で育てられる。遊芸に親しみ12歳の時には天狗連に加わり三味線や踊りを器用に演じていた。
その後初代三遊亭萬橘門人となり萬楽の名で赤坂万年亭で初高座。後に三遊亭三好に改名。1890年（明治23年）、柳家禽語楼門に移り同年9月初代柳家小山三、さらに2代目三遊亭圓楽門下で三楽、その後初代三遊亭遊三門に入り三扇、三八を経て、1895年（明治28年）5月ごろに初代三遊亭三福を名乗る。
落語よりも大師匠圓遊譲りの「ステテコ踊り」や、「ニョロニョロミャア」、「ヨカチョロ」といった言葉等のいわゆる珍芸で人気を集めた。三福はとにかく身が軽くしなやかさは誰も真似できないほどで碁盤の上で躍るなどの工夫をした。だが人気絶頂時に神経を病み自分の郷里名古屋に里帰りしてしまった、1905年10月ごろから一層狂気し、それを苦に妻が家出してからは病気は進行。師匠遊三ら関係者の手厚い介護も空しく夭折した。
当時の死亡記事は三遊派あの落語家先代三福（四十二）は予てより精神に異常の気味ありて治療中処去四日午後三時本所区横網町二の十八自宅にて死去したり……（『万朝報』明治四十年九月十一日）
浅草の本然寺に葬られ、戒名は天心玄遊信士。

## 弟子
- 三遊亭福雀